# Ecthelion II
Ecthelion II es un personaje ficticio que forma parte del legendarium creado por el escritor británico J. R. R. Tolkien y cuya historia es narrada en los apéndices de la novela El Señor de los Anillos. Es un dúnadan, vigesimoquinto y penúltimo Senescal Regente del reino de Gondor, conocido por ser sabio y previsor. 

## Historia
Utilizó los recursos que disponía para fortalecer su reino en contra de la creciente Sombra de Mordor, en donde Sauron se había mostrado abiertamente, después de su expulsión de Dol Guldur. 
Ecthelion II fue ayudado por Gandalf y un hombre misterioso llamado Thorongil, quien resultó ser Aragorn, hijo de Arathorn II, en su última visita a Minas Tirith. Fue sucedido por su hijo, Denethor II.